# یمیس اوگونلیه
یمیس اوگونلیه (انگلیسی: Yemisi Ogunleye؛ زادهٔ ۳ اکتبر ۱۹۹۸) پرتاب‌گر وزنه زن نیجریه‌ای‌تبار اهل آلمان است.
وی در مسابقات کشوری و بین‌المللی در مجموع برندهٔ ۱ مدال طلا شده است.